# Ruski autonomni okruzi
Ruska Federacija se dijeli na 85 saveznih subjekata (subjekty).
Među tih 85 jedinica ruskog upravnog sustava, četiri su autonomna okruga (avtonomny okrug):
1. Čukotski autonomni okrug
2. Hantijsko-mansijski autonomni okrug – Jugra
3. Nenečki autonomni okrug
4. Jamalskonenečki autonomni okrug

## Povijest
Evenčki autonomni okrug i Tajmirski autonomni okrug pridruženi su 1. siječnja 2007. u Krasnojarskom kraju. Od dana 1. srpnja 2007., Korjački autonomni okrug je udružen s Kamčatskom oblasti u novu upravnu jedinicu, Kamčatski kraj. Godine 2008., Ustordinski autonomni okrug se pripojio Irkutskoj oblasti.